# Jocelyn Létourneau
 (mai 2018).
 (avril 2022).
Si vous disposez d'ouvrages ou d'articles de référence ou si vous connaissez des sites web de qualité traitant du thème abordé ici, merci de compléter l'article en donnant les références utiles à sa vérifiabilité et en les liant à la section « Notes et références ».
Jocelyn Létourneau (1956 -) est un historien et un professeur québécois.

## Biographie
Né à Lauzon, Québec, Jocelyn Létourneau est diplômé de l'Université de Toronto (M.A) et de l'Université Laval (Ph.D.), où il est professeur depuis 1985. Au sein de cette institution, il a été, entre 2001 et 2015, titulaire de la Chaire de recherche du Canada en histoire du Québec contemporain. Il est membre du Centre de recherche Cultures Arts Sociétés (CELAT) depuis 1985. 
Entre 2006 et 2011, Jocelyn Létourneau a été chercheur principal au sein d'une Alliance de recherche université-communauté (ARUC), financée par le Conseil de recherches en sciences humaines du Canada (CRSH), sur le thème Les Canadiens et leurs passés. 
Il a été élu à la Société royale du Canada (Académie des sciences sociales) en 2004. Pour l'excellence et le rayonnement de ses travaux et pour ses actions dans le domaine des sciences humaines, il a reçu, en 2018, le prix André-Laurendeau de l'ACFAS.

## Œuvres
Ses travaux portent principalement sur les constructions identitaires, les rapports entre histoire, mémoire et identité, la formation de la conscience historique chez les jeunes et la production des référents collectifs.
Il est reconnu comme un historien postmoderne en opposition aux « Grands paroliers » contemporains du nationalisme québécois (Fernand Dumont, Gérard Bouchard, Jacques Beauchemin). Sa critique du nationalisme québécois est en ligne directe avec l’École de Laval. On lui attribue une influence importante sur le renouveau du programme scolaire en histoire qui diluait la trame nationale dans l’interprétation historique.

## Ouvrages publiés
- Les mots de la nation : États-Unis, France, Angleterre, Écosse, Canada, Québec (Montréal, Les Presses de l'université de Montréal, 2025)
- La Condition québécoise. Une histoire dépaysante (Québec, Septentrion, 2020)
- Le récit du commun. L'histoire nationale racontée par les élèves, avec Françoise Lantheaume (Presses universitaires de Lyon, 2016)
- Je me souviens ? Le passé du Québec dans la conscience de sa jeunesse (Fides, 2014)
- Canadians and their Pasts, avec Margaret Conrad, Kadriye Ercikan, Gerald Friesen, Delphin Muise, David Northrup, et Peter Seixas (University of Toronto Press, 2013)
- Le Québec entre son passé et ses passages (Fides, 2010)
- Que veulent vraiment les Québécois ? Regards sur la question nationale au Québec français d'hier à aujourd'hui (Boréal, 2006)
- Le Coffre à outils du chercheur débutant. Guide d'initiation au travail intellectuel. Nouvelle édition revue et augmentée (Boréal, 2006)
- A History for the Future : Rewriting Memory and Identity in Quebec (McGill-Queen's U. Press, 2004)
- Aspects de la nouvelle francophonie canadienne, avec Simon Langlois (PUL, 2004)
- Le Québec, les Québécois : Un parcours historique (Fides/Musée de la civilisation, 2004)
- Passer à l'avenir : Histoire, mémoire, identité dans le Québec d'aujourd'hui (Boréal, 2000)
- Identités en mutation, socialités en germination, avec Bogumil Jewsiewicki (Septentrion, 1998)
- Les jeunes à l'ère de la mondialisation : Quête identitaire et conscience historique, avec Bogumil Jewsiewicki et Irène Herrmann (Septentrion, 1998)
- Les espaces de l'identité, avec Khadiyatoulah Fall et Laurier Turgeon (PUL, 1997)
- Le lieu identitaire de la jeunesse d'aujourd'hui : Études de cas (L'Harmattan, 1997)
- Les Années sans guide. Le Canada à l'ère de l'économie migrante (Boréal, 1996)
- L'histoire en partage : Usages et mises en discours du passé, avec Bogumil Jewsiewicki (L'Harmattan, 1996)
- La condition québécoise : Enjeux et horizons d'une société en devenir, avec Gilles Breton et Jean-Marie Fecteau (VLB, 1994)
- La Question identitaire au Canada francophone : Récits, parcours, enjeux, hors-lieux, avec Roger Bernard (PUL, 1994)
- Le Coffre à outils du chercheur débutant. Guide d'initiation au travail intellectuel (Oxford University Press, 1989)

## Professorat à l'étranger
- Visiting Bicentennial Professor of Canadian Studies, Department of History, Yale University, 2019-2020.
- Professeur invité, Université de Genève, 2012.
- Professeur invité UFSB Salvador, Bahia, Brésil, 2009.
- Scholar-in-Residence, SUNY-Plattsburgh, 2007.
- Professeur invité, Université de Paris 13 (Villetaneuse), 2004.
- Professeur invité, Université de Bretagne occidentale, Brest, 2002.
- Professeur invité, École doctorale d'Europe de l'Est, Bucarest, Roumanie, 1996, 1999, 2000, 2003.
- Professeur associé, École des hautes études en sciences sociales, Paris, 1993.
- Professeur invité, Université de Rosario, Argentine, 1992.

## Fellowships
- Fulbright Canada Distinguished Chair in International and Area Studies, Whitney and Betty MacMillan Center for international and Area Studies, Yale University, 2019-2020.
- Collegium de Lyon (Institut d'études avancées), 2018.
- Visiting Research Scholar, Institute of Education, University College London, 2015.
- Collegium de Lyon (Institut d'études avancées), 2014.
- Fulbright Fellowship, UC Berkeley, 2010.
- John A. Sproul Fellowship, UC Berkeley, 2010.
- Institute for Advanced Study (School of Social Sciences), Princeton, N.J., 1997-1998.
- Zentrum für interdisziplinäre Forschung, Université de Bielefeld, Allemagne, 1994-1995.

## Prix
- Prix Acfas André-Laurendeau (2018)[7].
- Fellow de la Fondation Trudeau, 2006[8].
- Prix Spirale de l'essai, 2001 (Passer à l'avenir. Histoire, mémoire, identité dans le Québec contemporain).
- Prix Edgar-Lespérance, 1995 (La Condition québécoise. Enjeux et horizons d'une société en devenir).